# Finsk (sprog)
 For alternative betydninger, se Finsk. (Se også artikler, som begynder med Finsk)
Finsk (finsk: suomi eller suomen kieli) er sammen med svensk officielt sprog i Finland, hvor ca. 4,9 millioner ud af en samlet befolkning på 5,5 millioner har sproget som modersmål. Finsk er endvidere officielt minoritetssprog i Sverige og anerkendt mindretalssprog i Den Karelske Republik i Rusland.
Finsk er et agglutinerende sprog og tilhører sammen med bl.a. estisk, samisk og ungarsk den uralske sprogfamilie og er altså ikke et indoeuropæisk sprog. Det er dermed vidt forskelligt fra de øvrige nordiske sprog (der er nordgermanske) med hensyn til struktur og ordforråd; men semantisk og begrebsmæssigt har det betydelige ligheder med svensk. Finsk er et kasussprog.
Finsk er et af EU's officielle sprog.

## Kasus
Kasus på finsk svarer i stor udstrækning til præpositionsled på andre sprog.
- Grundkasus: nominativ, akkusativ, genitiv
- Almen lokativ: partitiv, essiv, translativ
- Indre lokativ: inessiv, elativ, illativ
- Ydre lokativ: adessiv, ablativ, allativ
- Mådeskasus (instrumentalis): abessiv, komitativ, instruktiv
- Adverbielle kasus: superessiv, delativ, sublativ, lativ, temporalis, kausativ, multiplikativ, distributiv, temporal distributiv[3], prolativ, situativ[3], oppositiv[3].

Når det ofte angives, at der på finsk kun er 15 kasus, skyldes det, at man ikke medregner de 14 adverbielle kasus, der ikke er produktive.